# 约翰·奥古斯特·阿韦德松
约翰·奥古斯特·阿韦德松（Johan August Arfwedson，1792年1月12日—1841年10月28日），瑞典化学家。主要贡献是发现化学元素锂。

## 生平
1803年，阿韦德松进入乌普萨拉大学学习。1809年，获得法学学位，1812年，获得矿物学学位。1817年，从透锂长石中制得锂盐（单质锂于1818年由Brande和戴维（H.Davy）制得）。1821年，成为瑞典皇家科学院院士。